# پارک ملی هنگول
پارک ملی هِنگول (به اردو: ہنگول نیشنل پارک) از پارک‌های ملی پاکستان در منطقه بلوچستان این کشور است.
پارک ملی هنگول در سال ۱۹۸۸ میلادی تأسیس شده و ۶۱۰۰ کیلومتر مربع وسعت دارد. در سال ۲۰۰۴ بزرگراه ساحلی مکران که کراچی را به بندر گوادر پیوند می‌دهد در این منطقه گشایش یافت.